# レッドフード (漫画)
『レッドフード』は、川口勇貴による日本の漫画作品。『週刊少年ジャンプ』（集英社）にて、金未来杯エントリー作品として2020年42号に読み切りを掲載。第14回金未来杯で優勝し、2021年30号より同年49号まで全18話が連載された。人狼という人から狼に変身し人肉を食い荒らす怪物が存在する世界を描いた狩猟ファンタジー。連載開始時にはPVが公開されている。

## あらすじ
第一章 人狼狩り（第1話 - 第5話）
小さな小さな村、カソカ村に住んでいる少年べローは、人狼を倒すためグリムと共に村長や村の人々を殺した人狼を倒す。
第二章 外の世界（第6話 - ）
カソカ村を出たべローは狩人組合に入るため、グリムとアイアンワークスに行く。アイアンワークスで熱血のデボネアによる鬼のしごきを耐え抜いた者だけが狩人組合に入ることができる。

## 登場人物
声はボイスコミックスの担当声優。

### 主要人物
ベロー
声 - 田村睦心
本作の主人公。カソカ村出身の少年。人狼に両親を殺された。
グリム
声 - 沢城みゆき
赤頭巾を被った女性の狩人。狩人組合に所属している。"百砲のグリム"と呼ばれる人狼狩りであり、普段は子供の姿だが戦闘時には大人の姿に変身する。

### カソカ村
村長
声 - 拝真之介
カソカ村の村長。人狼に喰われて死亡したと思われていたが生存しており、ベローを成長させるために死んだように見せかけている。

### 狩人組合
デボネア・ダイヤモンド
筋骨粒々な女性。狩人組合のアイアンワークス車掌兼教官。"熱血のデボネア"と呼ばれている。

### 合宿参加者
チルチ
牽引ヤドカリの運転士。剣術を得意としている。狩人候補だったが、降車試験で選考落ちしている。べローと一緒に合宿に参加している。
ミルチ
牽引ヤドカリの運転士。射撃を得意としている。狩人候補だったが、降車試験で選考落ちしている。べローと一緒に合宿に参加している。
ビックジョー＝ボンカース
合宿参加者の1人。
ブレーメン
合宿参加者の1人。
メリオピオス
合宿参加者の1人。通称"メリオ"。菌類学者。
ミガエル＝ガチャ
合宿参加者の1人。
ユーロサウ
合宿参加者の1人。
ポルッツェン＝ザ・ジャグラー
合宿参加者の1人。
モスコ・コブス
合宿参加者の1人。

### 血の目録（レッドリスト）
リュカオン
人狼の首領。
灰の魔女（シンデレラ）
リュカオンの右腕。リュカオンと共にカソカ村に来た魔女。

### 人狼
ミャイリ / 大ばぁ様
声 - 青井玲
カソカ村の老婆。正体は村長を喰い殺した人狼であり、グリムを喰うもベローに斧で腹を裂かれ、グリムに時限爆弾を仕掛けられ爆発して死亡した。
ドドー
声 - 常盤昌平
ナラオイアの兄貴的存在。ナラオイアがカソカ村に襲っている間に、人間に擬態し、避難した人達の皆殺しを企んでいた。しかし、ベローに正体がバレてしまった。
ナラオイア
声 - 伊藤節生
太った体型の人狼。ミャイリがベローとグリムに殺されて悲しんだ。カソカ村に襲来し、家を破壊したが、グリムによって鐘を落とされて気絶する。その後、ドドーに足手まといと見なされて殺されてしまう。

## 用語
竜（ドラゴン）
500年前に狩人組合が滅ぼし、現在はおとぎ話の中のキャラクター。
カソカ村
小さい村。今年に入って6人、人狼よって犠牲が出た。
人狼
ある日突然人間から変化し、人間を喰らう存在。一度人を喰べた人狼は、一生人間を襲い続ける。弱点は心臓。
狩人組合
伝説の狩人、赤ずきんが設立した怪物退治専門の傭兵組織。
人狼狩り616ツ道具
狩人組合が人狼を殺すために作った616個の秘密道具。
猟犬の鼻（バウンドマズル）
声 - 常盤昌平
人狼狩り616ツ道具の1つ。犬の鼻型のような形をした道具。銃に装着して使う。血や骨の臭いを嗅き分けどんな生物のモノなのか判別する。
煙幕パイプ（ポケット・チムニー）
人狼狩り616ツ道具の1つ。パイプ型の道具。人狼に煙幕をかけ、嗅覚や視覚を遮る。
痺気蜃（ガス・シェール）
人狼狩り616ツ道具の1つ。身を守るため刺激性のあるガスを吐き出す貝。人狼の嗅覚や視覚を一時的に感じにくくなる。
知恵の鎖輪（サビエンス・チェーン）
人狼狩り616ツ道具の1つ。長い鎖。リュカオンに攻撃したが歯が立たなかった。
狩人の銃（チェーホフ・シリーズ）
人狼を仕留めるための銃。普通の銃及び銃弾では人狼に歯が立たない。
狼鉄鋼（ヴォルフォニウム）
銀と同じ作用を持ちつつ銀や鉛よりも重い弾丸。
人狼狩り
怪物専退治門の狩人幹旋組織「狩人組合」の中で人狼退治を扱う部署。
血の目録（レッドリスト）
詳細不明で謎の存在。狩人組合の最優先撲滅目標。
牽引ヤドカリ
狩人組合所有の人を乗せる車を背負ったヤドカリ。個体名はアンバー號。
アイアンワークス
合宿要塞。正式名称は「軌条式狩人候補訓練施設21号」。組合加入を志願する者たちが乗車する移動型訓練施設。
サイト・シタデル
狩人組合本部。地図にない島。
手錠ケイドロ
第42期最終降車試験。警察はデボネアとグリム。泥棒試験者30人。試験時間は2時間。ルールは通常のケイドロと同じ。特別ルールは手錠を使うこと。他者を殺害、または著しく負傷させる行為は禁止となる。試験終了時に牢の外にいた者が合格となる。

## 作風
第14回金未来杯で優勝した読み切りから連載化されるに当たり、設定や世界観などの一部が変更されている。
本作のタイトル『レッドフード』は赤ずきんで、第1話では「グリム童話をオマージュしたような展開」であり、「童話をヒントに描かれている」ようであった。狩人たちが人狼を倒すという本作の世界観はシンプルでわかりやすく、王道少年漫画として描かれている。連載開始時には「王道」な点が読者から注目され、好評であった。
川口もかつて堀越耕平の元アシスタントであったことがあり、本作の「キャラクターの描き方や、全体的な絵柄」、「迫力あるバトル描写や王道のストーリー展開」が堀越の代表作でもある『僕のヒーローアカデミア』から影響を受けているように描かれている。

## 書誌情報
- 川口勇貴『レッドフード』集英社〈ジャンプ・コミックス〉、全3巻
  1. 「赤い狩人」2021年11月9日発行（11月4日発売[集 1][5]）、ISBN 978-4-08-882860-2
  2. 「熱血のデボネア」2022年1月9日発行（1月4日発売[集 2]）、ISBN 978-4-08-882876-3
  3. 「真実の本」2022年3月9日発行（3月4日発売[集 3]）、ISBN 978-4-08-883031-5

### 書誌出典
以下の出典は『集英社の本』（集英社）内のページ。書誌情報の発売日の出典としている。
1. ↑  “レッドフード 1”. 2021年11月12日閲覧。
2. ↑  “レッドフード 2”. 2022年1月4日閲覧。
3. ↑  “レッドフード 3”. 2022年3月4日閲覧。